# Вавилов, Владимир Фёдорович
Влади́мир Фёдорович Вави́лов (5 мая 1925, Ленинград — 11 марта 1973, там же) — советский композитор, гитарист-семиструнник и лютнист. Автор многочисленных музыкальных мистификаций, ставших современными шедеврами псевдоренессансной музыки.

## Биография

### Происхождение
Во время Великой Отечественной войны служил в армии, демобилизован по ранению. Окончил ленинградскую Музыкальную школу для взрослых им. Н. А. Римского-Корсакова по классу гитары П. И. Исакова. Параллельно изучал теорию музыки и композицию в народном кружке при Союзе композиторов у И. Г. Адмони.

### Музыкальная карьера
В 1949 году образовал с Львом Андроновым гитарный дуэт семи- и шестиструнной гитар. В их репертуаре были «Полька» С. В. Рахманинова и «Вальс» Огюста Дюрана, произведения Грига, Дебюсси, Альбениса. Также дуэт исполнял многочисленные русские романсы, в том числе и аккомпанируя вокалистам. Большая часть аранжировок была сделана самими музыкантами.
В 1957 году дуэт был удостоен серебряной медали на международном конкурсе, организованном в рамках Всемирного фестиваля молодёжи и студентов в Москве.
В 1970 году записал пластинку лютневой музыки, приписанной разным авторам, среди произведений которой значилась «Канцона и танец», приписанная им композитору Франческо Канова да Милано. Первая часть композиции «Канцона и танец» (Канцона) позже стала музыкой известной песни на слова Анри Волохонского «Рай» (известной также под названиями «Город золотой», «Город»). Другая композиция с той же пластинки, «Павана и гальярда», автором которой был указан Винченцо Галилей, стала мелодией ещё одной песни на слова Анри Волохонского, «Конь унёс любимого». По мнению исследователей, подлинным автором «Канцоны», «Аве Марии» (приписанной позже Джулио Каччини) и большинства других пьес на пластинке был сам Вавилов.
На пятом десятке жизни заболел раком поджелудочной железы. Была проведена операция, но заболевание зашло слишком далеко, и 11 марта 1973 года Владимир Вавилов скончался. Панихида состоялась в Николо-Богоявленском морском соборе. Похоронен на Городском кладбище Павловска, пригорода Санкт-Петербурга.

## Композитор
Лишь после смерти Вавилова открылось, что он был композитором. Все, кто составлял биографии музыканта, не заостряли внимания на том, что он с 1952 года изучал теорию музыки и композицию под руководством композитора Иоганна Григорьевича Адмони (1906—1979). Об этом мало кто знал.
Открытия начались после исследования текстов и мелодий с грампластинки «Лютневая музыка XVI—XVII веков». Исследователи творчества ватиканского лютниста Франческо да Милано не нашли в каталоге произведений композитора ни одного похожего на то, что исполнял Вавилов. Известно, что произведения да Милано внесены в ватиканские протоколы, а список его произведений был обнародован. Ещё больше неясного было с «Ave Maria» Джулио Каччини. Стилистический анализ показал: «…септаккорды по „золотой секвенции“, синкопы в басу, седьмая повышенная ступень в миноре, двойная доминанта… Такого в принципе не могло быть написано 400 лет назад». Музыковеды подтвердили невозможность создания этих композиций ни в XVI, ни в XVII веке.
Расспросы родственников и тех, кто близко знал музыканта, показали, что автором этих произведений был сам Владимир Вавилов. Его дочь Тамара Владимировна сказала: «Отец был уверен, что сочинения безвестного самоучки с банальной фамилией „Вавилов“ никогда не издадут. Но он очень хотел, чтобы его музыка стала известна. Это было ему гораздо важнее, чем известность его фамилии…».
По словам Зеэва Гейзеля, «мне мой друг Дима Кимельфельд, а он тоже изучает авторскую песню, говорил, что Вавилов много сотрудничал с „Союзмультфильмом“ и что он много песен для разных мультиков написал, но что в титрах никогда его имя не ставили. Но никаких подтверждений этому мы пока не нашли. Авторство не должно быть утрачено».

## Дискография
- Владимир Вавилов (гитара) — Мелодия, 1969
- Лютневая музыка XVI—XVII веков — Мелодия, 1970
- Русская музыка для гитары — Мелодия, 1986